# Zákoník
Zákoník neboli kodex je právní předpis zahrnující právní normy určitého právního odvětví. V moderním slova smyslu jde především o komplexní úpravu určité oblasti hmotného práva, protože v právu procesním je obdobou zákoníku řád (angl. rules of procedure, franc. régles de procédure, něm. Prozessordnung).
Proces vytvoření zákoníku se nazývá kodifikace.
Systematická organizace práva do zákoníků je charakteristická pro státy, jejichž právní řád je založen na kontinentální evropské tradici, vycházející historicky z římského práva.

## Zákoníky v českém právním řádu
- Občanský zákoník
- Trestní zákoník
- Zákoník práce